# Calma glaucoides
Calma glaucoides (Alder & Hancock, 1854) è un mollusco nudibranchio della famiglia Calmidae.